# Concealer

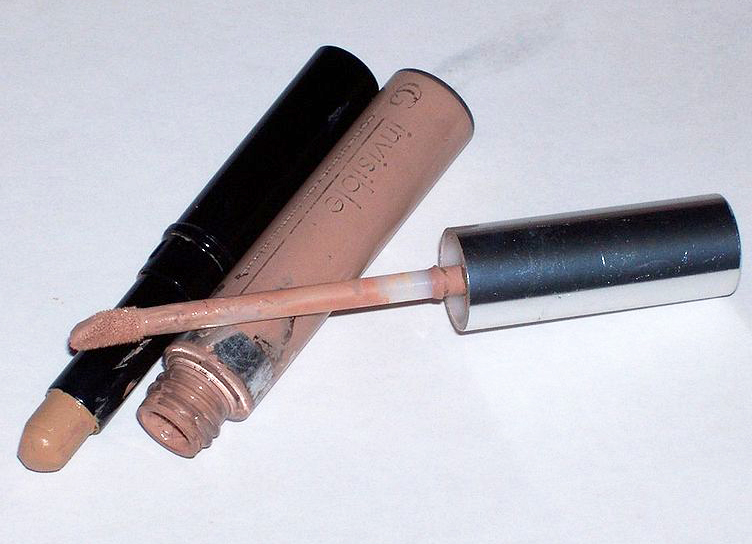
Concealer

Ein Concealer (engl. „to conceal“ = verbergen, verstecken) ist der in der Kosmetik verwendete Begriff für einen Abdeckstift oder eine Abdeckcreme.

## Eigenschaften
Der Concealer soll Falten, Hautunreinheiten, Augenringe oder Pigmentflecken abdecken. Er ist in unterschiedlichen Brauntönen zu erhalten, sollte aber dem eigenen Hautton entsprechen oder etwas heller sein. Concealer werden in Form von Stiften, Cremes oder Flüssigcremes in verschiedenen Varianten angeboten.

## Inhaltsstoffe
Die Hauptbestandteile eines Concealers bilden eine Fettmasse mit Farbpigmenten.